# Lycium tenuispinosum
Lycium tenuispinosum ist eine Pflanzenart aus der Gattung der Bocksdorne (Lycium) in der Familie der Nachtschattengewächse (Solanaceae).

## Beschreibung
Lycium tenuispinosum ist ein aufrecht wachsender Strauch, der Wuchshöhen von 0,4 bis 2 m erreicht. Die Laubblätter sind sukkulent oder häutig und können unterschiedliche Behaarungsvarianten aufweisen. Die Blätter werden 1,5 bis 15 mm lang und 0,5 bis 2 mm breit.
Die Blüten sind zwittrig und fünfzählig. Der Kelch ist röhren- bis glockenförmig. Die Kelchröhre wird 2 bis 3 mm lang und ist mit 2 bis 5 mm langen Kelchzipfeln besetzt. Die Krone ist trichterförmig, weiß, hellgelb oder violett, die Adern sind dunkel purpurn. Die Kronröhre erreicht eine Länge von 4 bis 8 mm, die Kronlappen werden 2,5 bis 4,5 mm lang. Die Staubfäden sind auf den unteren 2 bis 3 mm der Basis behaart.
Die Frucht ist eine gelbe, orange, rote, violette oder dunkel purpurn gefärbte, kugelförmige Beere, die 5 bis 9 mm lang und 4,5 bis 6 mm breit wird. Je Fruchtblatt werden zehn bis 20 Samen gebildet.
Die Chromosomenzahl beträgt 2n = 24.

## Vorkommen
Die Art ist in Südamerika verbreitet und kommt dort in Argentinien und Chile vor.

## Systematik
Molekularbiologische Untersuchungen platzieren die Art zusammen mit Lycium brevipes, Lycium carolinianum  und Lycium rachidocladum in einer deutlich unterstützten Klade, die wiederum in einer größeren Klade aus rein amerikanischen Arten platziert ist.

## Nachweise

### Hauptbelege
- J.S. Miller und R.A. Levin: Lycium tenuispinosum. In: Project Lycieae